# Episodi di Un caso per B.A.R.Z. (prima stagione)
La prima stagione della serie televisiva Un caso per B.A.R.Z. è stata trasmessa in anteprima in Germania da Das Erste tra l'8 ottobre 2005 e il 4 febbraio 2006.
| nº | Titolo originale     | Titolo italiano | Prima TV Germania | Prima TV Italia |
| -- | -------------------- | --------------- | ----------------- | --------------- |
| 1  | Auf der Kippe        |                 | 8 ottobre 2005    |                 |
| 2  | Aktion Schwesterherz |                 | 15 ottobre 2005   |                 |
| 3  | Der Schwur           |                 | 22 ottobre 2005   |                 |
| 4  | Unter Verdacht       |                 | 29 ottobre 2005   |                 |
| 5  | Sauladen             |                 | 5 novembre 2005   |                 |
| 6  | Klamottentiger       |                 | 12 novembre 2005  |                 |
| 7  | Asyl                 |                 | 19 novembre 2005  |                 |
| 8  | Abgebrannt           |                 | 26 novembre 2005  |                 |
| 9  | Gift                 |                 | 3 dicembre 2005   |                 |
| 10 | Hundefänger          |                 | 10 dicembre 2005  |                 |
| 11 | Unsichtbare Finger   |                 | 17 dicembre 2005  |                 |
| 12 | Madonna              |                 | 24 dicembre 2005  |                 |
| 13 | Computerspiel        |                 | 31 dicembre 2005  |                 |
| 14 | Schöner Schein       |                 | 7 gennaio 2006    |                 |
| 15 | Hundeliebe           |                 | 14 gennaio 2006   |                 |
| 16 | Cooler Typ           |                 | 21 gennaio 2006   |                 |
| 17 | Opa spinnt           |                 | 28 gennaio 2006   |                 |
| 18 | Filmpiraten          |                 | 4 febbraio 2006   |                 |